# 张芝华
张芝华（1958年10月19日—），中華人民共和國女演員，生於上海市虹口區。初中时考入上海少儿广播合唱团。1976年，张芝华成为上海电影制片厂演员剧团演员。刚进剧团时张芝华表演過话剧。

## 個人生活
她在拍攝《好事多磨》時認識了男主角郭凯敏，之後兩人結婚。1986年，她養下儿子郭成。後來兩人離婚，她的第二任丈夫是查国钧。

## 電影作品
- 《小将》（1975年上海电影制片厂拍摄）
- 《等到满山红叶时》
- 《好事多磨》
- 《女大当婚》
- 《忘不了你》
- 《滴水观音》
- 《流亡大学》
- 《囧妈》
- 《夺冠》
- 《鸭先知》
- 《赵先生》（獲得51届洛迦诺国际电影节金豹奖）
- 《大决战之淮海战役》（飾演刘伯承的妻子汪荣华）
- 《烛光里的微笑》
- 《爱情神话》（飾演徐崢的母親）[1]

## 電視劇作品
- 《女人们》
- 《儿女情更长》[1]